# Bracon rufoscutellaris
Bracon rufoscutellaris är en stekelart som beskrevs av Niezabitowski 1910. Bracon rufoscutellaris ingår i släktet Bracon och familjen bracksteklar. Inga underarter finns listade.